# Monuments historiques im Département Hauts-de-Seine

Logo Monument historique

Im Département Hauts-de-Seine gab es zum 1. Juli 2019 insgesamt 161 Bauwerke, die als Ganzes oder teilweise (nur Fassade, Glockenturm einer Kirche oder Portal usw.) als Monument historique auf der Denkmalliste standen.
Von den 36 Gemeinden im Département Hauts-de-Seine besitzen 32 mindestens ein Monument historique und in vier Gemeinden gibt es kein Monument historique. 
Die Einstufung beweglicher Objekte als Monument historique, wie zum Beispiel Skulpturen (siehe: Kategorie:Monument historique (Skulptur)), Kirchenfenster (siehe: Kategorie:Monument historique (Glasmalerei)), Taufbecken (siehe: Kategorie:Monument historique (Taufbecken)) und andere sind hier nicht berücksichtigt.